# New Journal of Botany
New Journal of Botany — издававшийся ранее рецензируемый научный журнал, в котором освещались исследования местной флоры Северной и Западной Европы, в том числе популяционная и природоохранная биология, экологическая генетика, аутэкологические, физиологические и фенологические исследования, взаимодействия растений и животных и биохимия растений. 
Журнал был основан в 1949 году как Watsonia с подзаголовком Journal & Proceedings из Ботанического общества Британских островов. Был назван в честь британского ботаника восемнадцатого века Хьюитта Уотсона. Затем, в 2011 году, был переименован в «New Journal of Botany» с нумерацией томов начиная с 1. 
Журнал закрыт в 2017 году. Издавался издательством Maney от имени Ботанического общества Великобритании и Ирландии. ЖИндексировался в AGRICOLA, Biological Abstracts, BIOSIS Previews, CAB Abstracts, и Scopus.